# Oberegg (Gemeinde St. Jakob in Defereggen)
Oberegg ist ein Dorf der Fraktion Innerrotte in der Gemeinde St. Jakob in Defereggen im Defereggental (Osttirol).

## Geographie
Oberegg liegt am sonnenseitigen Talboden des Defereggentales zwischen der Schwarzach im Süden und dem Tögischer Bachl im Westen, der Oberegg von Unteregg bzw. der Außerrotte trennt. Der Ort entstand rechtsseitig bzw. westlich der aufgeschobenen Hangmoräne (Egge) an der Ausmündung des Tögischer Bachls. Benachbarte Ortschaften sind neben Unteregg der Weiler Eggemeier im Nordwesten und Lacken im Südosten. Der südwestliche Teil von Oberegg mit der Hofstelle Gorlis an der Defereggentalstraße wird auch als Hurlacken bezeichnet. Neben der Defereggentalstraße ist Oberegg durch eine Straße erschlossen, die von Unteregg über Oberegg nach Eggemeier und Hirbe führt.
Oberegg besteht aus etwa 14 Adressen (Stand 2023). Es umfasst die Hofstellen Enderhäusler (Innerotte 1), Leiter (Innerotte 2), Außerhirber (Innerotte 3), Kartischer (Innerotte 4), Grater (Innerotte 5), (Innerotte 27) und Gorlis (Innerrotte 45). Als einziger aktiver landwirtschaftlicher Betrieb hat sich jedoch nur der Bauernhof Außerhirber erhalten.

## Geschichte
Die Besiedelung von Oberegg ging im Mittelalter von der Schwaige (Urhof) Oberegg aus, die der Grundherrschaft des Pflegeamts Windisch-Matrei unterstand. Zur Schwaige Oberegg gehörte auch die Brunnalm. Westlich von Oberegg lag eine weitere Schwaige, die als Außerhürbe oder Schwaige an der Hürbe bezeichnet wurde. Der Name Hürbe leitete sich dabei vom morastigen, sumpfigen Boden des Talbodens ab. Auch Außerhürbe unterstand dem Amt Windisch-Matrei. Mitte des 19. Jahrhunderts beschränkte sich die Siedlung Oberegg auf die Bauernhöfe Enderhäusler, Leiter, Außerhirber, Kartischer, Grater und Gorlis, wobei die beiden letzteren Hofstellen noch als Hurlacken zusammengefasst wurden.
1923 lebten Oberegg 36 Menschen in sechs Häusern. 1951 war die Siedlung als Weiler auf 19 Einwohner und fünf Häuser geschrumpft. Erst in den 1960er Jahren begann Oberegg wieder zu wachsen. 1971 lebten in der Ortschaft 24 Menschen in sieben Häusern, im Jahr 1981 umfasste das erstmals als Dorf bezeichnete Oberegg 30 Einwohner und 11 Gebäude, von denen sieben bewohnt waren.

## Bauwerke
Das Tiroler Kunstkataster weist für die Ortschaft sieben Einträge auf.

### Paarhof Leiter
Beim Wohngebäude des Bauernhof Leiter handelt es sich um ein ehemaliges Knappenwohnhaus, dessen Baukern aus dem 17. Jahrhundert stammt. Das um 1990 umgebaute, zweigeschoßige Haus wurde in Mischbauweise mit Blockpfettendach errichtet. Über dem talseitig unterkellerten, gemauerten Erdgeschoß wurde im Obergeschoß ein Kantblockbau errichtet. Das Obergeschoß wurde dabei mit umlaufenden Obergeschoßsöller und einem kleinen Giebelsöller akzentuiert. Das Wirtschaftsgebäude des Bauernhof Leiter wurde nach einem Brand im Jahr 1986 in regional üblicher Bauweise neu aufgebaut. Es handelt sich um einen zweigeschoßigen Bau unter Satteldach, der auf, vermutlich vom Vorgängerbau stammenden, Bruchsteinmauerwerk im Fundament und Stallbereich errichtet wurde. Im Obergeschoß befindet sich eine in Ständerbauweise gezimmerte Tenne mit vorgelagertem Söller. Zum bäuerlichen Ensemble des Leiterhofes gehört auch die Leitermühle am Tögischer Bachl. Es handelt sich um eine Getreidemühle aus der ersten Hälfte des 19. Jahrhunderts, bei der jedoch Zuleitungsgerinne und vermutlich auch der Mahlgang fehlen.

### Paarhof Außerhirber

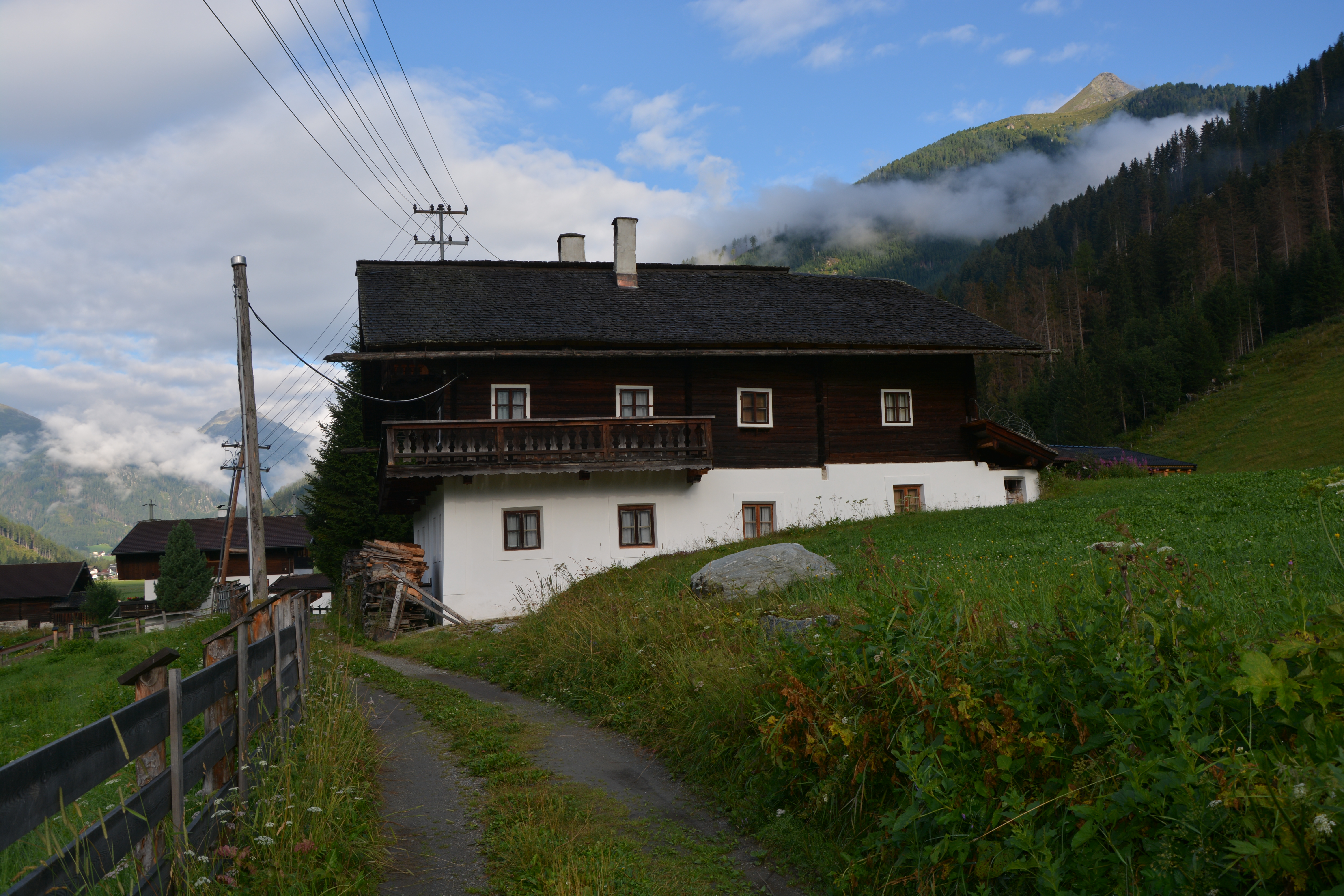
Paarhof Außerhirber

Der Paarhof Außerhirber war ein Teilgut der 1560 genannten Schwaige an der Hürben, wobei die Bebauung dieser Hofstelle urkundlich ab dem Anfang des 18. Jahrhunderts nachgewiesen ist. Das Wohngebäude des Paarhofs ist ein zweigeschoßiger Bau mit Mittelflurgrundriss, dessen Erscheinungsform aus dem 19. Jahrhundert stammt. Der Baukern dürfte jedoch aus dem 18. Jahrhundert stammen. Das Wohnhaus ist ein im Erdgeschoß verputzter Kantblockbau mit umlaufendem Obergeschoß- und kleiner Giebelsöller. Das etwas weiter östlich entfernte Wirtschaftsgebäude wurde vermutlich im 18. Jahrhundert errichtet und nach 1850 sowie im 20. Jahrhundert ergänzt. Das in Mischbauweise mit Satteldach errichtete Gebäude verfügt über einen gemauerten Stall, eine Tenne und eine Heulege, die geschoßweise getrennt wurden.

### Einhof Grater

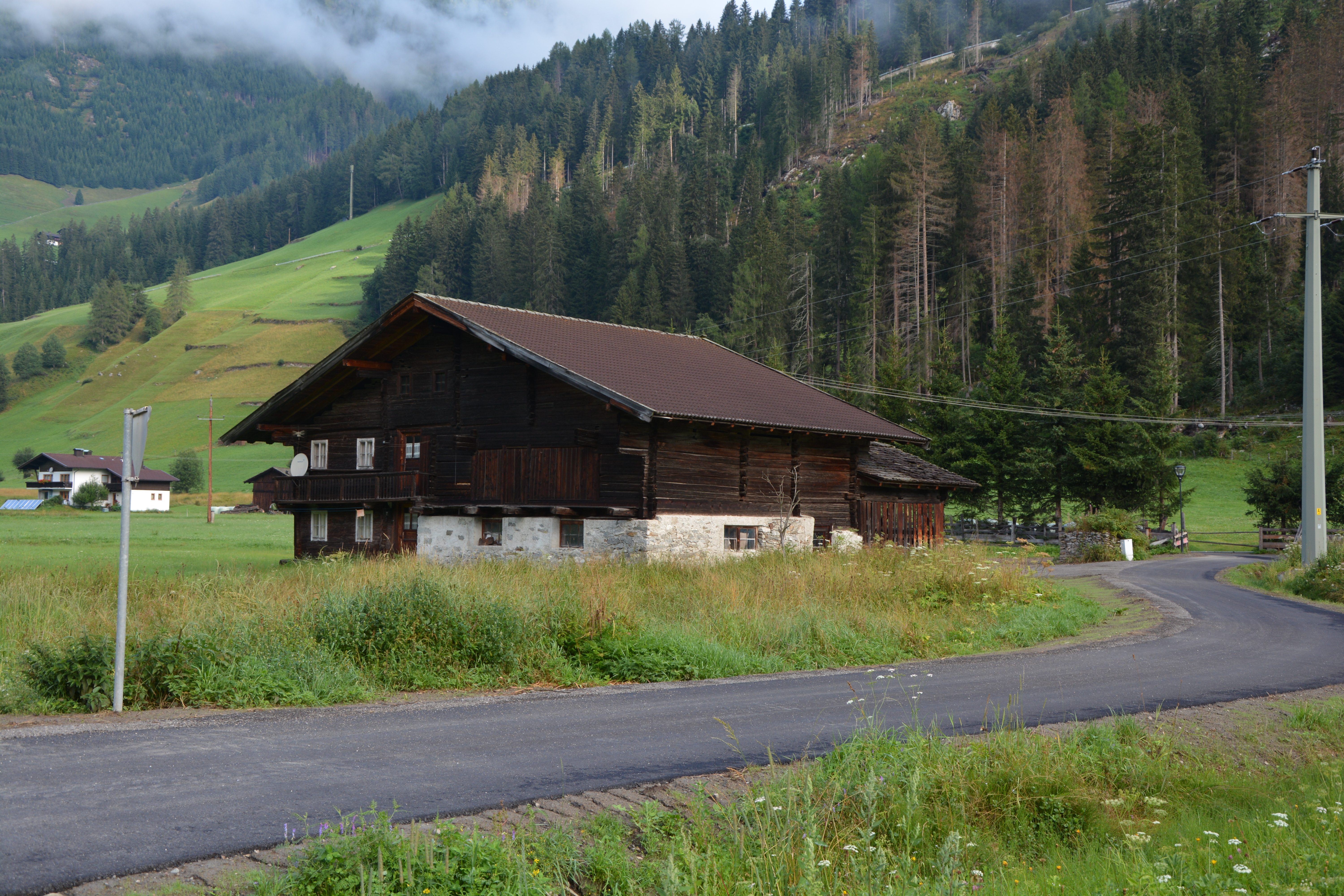
Einhof Grater

Der Einhof Grater ist ein zweigeschoßiger Einhof, dessen Baukern aus dem 18. Jahrhundert nach 1860 längsgeteilten Einhof umgestaltet wurde. Der Wohnteil wurde mit giebelseitig erschlossenem
Seitenflurgrundriss in der westlichen Gebäudehälfte in Kantblockbauweise errichtet, östlich schließt sich der Wirtschaftsteil mit gemauertem Stall und in Holzbauweise aufgeführter Heulege an. Nördlich des Hofes befindet sich ein Wegkreuz in geschlossenem Bretterkasten aus der zweiten Hälfte des 19. Jahrhunderts. Eine ebenfalls aus dieser Zeit stammende Back- und Waschhütte wurde um 2005 in diesem Bereich abgetragen.